# Il silenzio del mare
Il silenzio del mare (Le Silence de la mer) è un film del 1949 diretto da Jean-Pierre Melville.
La pellicola, primo lungometraggio di Melville, è tratto dall'omonimo romanzo di Vercors.

## Trama
Inverno 1941: in un paesino della costa atlantica, nella Francia occupata dalla Germania nazista, l'ufficiale tedesco Werner Von Ebrennac viene mandato ad alloggiare presso la casa di due francesi, un anziano zio e la nipote, che vivono una vita molto ritirata, passando lui le serate leggendo e lei cucendo davanti al focolare domestico. Profondamente ostili agli occupanti stranieri, accolgono Von Ebrennac ignorandolo, negando la parola e persino lo sguardo. Il militare mostra rispetto per i francesi e passa ogni sera dal salotto prima di coricarsi, augurando la buonanotte. Egli non rimprovera mai agli anfitrioni forzati la loro indifferenza, il loro mutismo, avviando una lunga serie di monologhi che si ripetono sera dopo sera, per un mese. La convivenza silenziosa produce una strana atmosfera, instaurando nuove abitudini nella casa.
Werner, un uomo colto, racconta apertamente la propria vita: spiega di aver abbracciato l'uniforme per una promessa fatta al padre patriota, anch'egli amante della Francia ma desideroso di ottenere la rivincita dopo la sconfitta della Germania nella Grande Guerra e le vessazioni seguite; di essere un musicista compositore sinceramente innamorato dei valori dello spirito, convinto che, attraverso la necessaria fatalità della guerra, la Germania e la Francia supereranno ogni divisione per unirsi definitivamente in un matrimonio cui conduce inevitabilmente la cultura dei due paesi, come si è espressa nei pensatori e nei musicisti del passato. I due ascoltatori rimangono muti, ma tradiscono sempre più un senso di intimità e comunione con l'ufficiale, ora con sguardi furtivi, ora attraverso il leggero tremolio della ragazza intenta a cucire.
Von Ebrennac parte in licenza per due settimane a Parigi, dove visita i grandi luoghi della città. Al ritorno, il tedesco non si fa vedere dai due per una settimana: qualcosa è cambiato, bruscamente, e al tempo stesso, impercettibilmente. Una sera egli riappare: comunica, turbato, agli ospiti di essersi ricreduto sulle parole tronfie che ha pronunciato convintamente nella casa negli ultimi sei mesi, dopo aver appreso da un altro militare delle esecuzioni di massa nelle camere a gas di Treblinka. Ha udito il brutale ragionamento dei suoi colleghi militari, i vittoriosi dominatori dell'Europa: reprimere e distruggere ogni possibile dissenso in Francia, spargendo violenza e terrore. La verità scoperta affligge profondamente l'ufficiale, rivelandogli tutta la vacuità dei suoi sogni di pacificazione e idealismo. La sua disperazione lascia ancora muti i due francesi, tuttavia colpiti nell'animo da tanta afflizione. Infine, Werner prende la decisione di partire per il fronte, quasi cercando la morte come soluzione allo strazio provato.
Poco prima di lasciare la casa, Von Ebrennac trova scritta una frase di Anatole France: «Viva il soldato che disubbidisce a un ordine criminale».